# ドレイズ試験

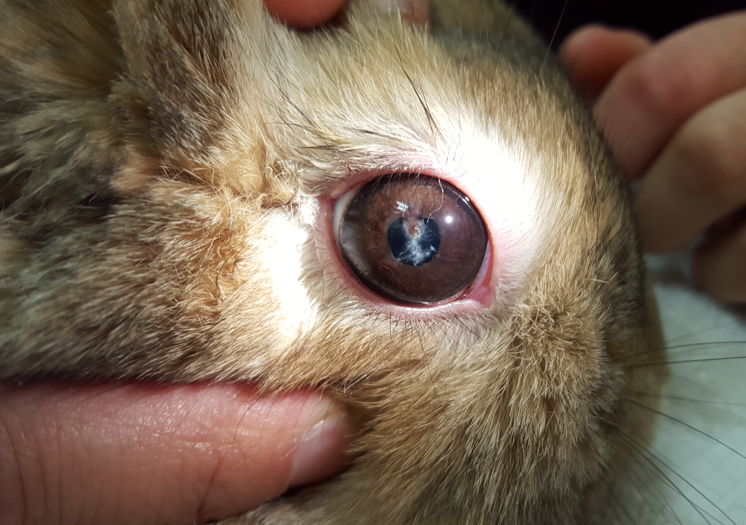
試験に用いられるウサギの眼球

ドレイズ試験（Draize Test）もしくはドレイズ法は、1944年にFDAの毒性学者であったジョン・ドレイズ（John H. Draize）とジェイコブ・スピネス（Jacob M. Spines）により考案された急性毒性（刺激性）試験法である。当初は化粧品の試験として開発され、その手順には、意識のある状態で拘束したウサギの皮膚または眼に対し、試験物質を0.5mLまたは0.5gを適用して4時間の放置を行う過程を含む試験である（後述する動物愛護の観点から、試験物質量は近年削減方向にある）。この試験の観察期間は最大で14日間であり、皮膚に対する試験では紅斑と浮腫の徴候を、また、眼に対する試験では、赤み、腫れ、分泌物、潰瘍、出血、混濁、失明の徴候を確認する。実験動物には一般的にアルビノのウサギを用いるが、イヌを含むその他の動物を用いる場合もある。試験動物はドレイズ試験の終了後に殺処分される。
なお、2006年度にアメリカ合衆国で動物実験に使用されたウサギは24万羽であるが、そのうちの大部分がドレイズ試験またはポリクローナル抗体の試験に使用されていることが知られている。
この試験法のうち、特に眼粘膜刺激性試験法は試験動物の眼へ直接に試験物質を投与する点から議論を呼んでおり、批判的な論者の側からは、結果の評価を視覚により判定するため主観的要素が含まれる点と、ヒトとウサギの眼には機能・構造的な差異が存在している点からこの試験法は非科学的であり、また、実験動物に対して残酷な試験であるとみなされている。一方、FDAはこの試験法を支持しており、「現在まで、単一の試験と総合的な試験のいずれにおいても、ドレイズ試験に代わって科学界に受け入れられた試験法は無い。」と述べている 。
このように大きな物議を醸していることから、近年のアメリカやヨーロッパ諸国においてはドレイズ試験の適用件数が減少しており、また、麻酔を適用したり試験物質の量をより少なくするための試験法の修正が時おり行われている。なお、in vitro 試験において、既に副作用が明らかとなっている化学物質については、現在はドレイズ試験の適用外となっており、それによって実験動物の数と実験動物に対する試験の過酷さの軽減を行っている。

## 背景
ジョン・ヘンリー・ドレイズ（1900年 – 1992年）は、化学の学士号（BSc）を得た後、甲状腺機能亢進症の研究により薬理学の博士号を得た人物である。博士号を取得後、ワイオミング大学で牛やその他の家畜、および人間に有毒な植物の調査を行った。1935年には、マスタードガスやその他の化学物質の効果に関する調査のためにアメリカ陸軍に採用されている。
アメリカ陸軍で、ドレイズはマスカラ中のコールタールが失明を引き起こす件に関して数回の報告を行った。それからすぐ後の1938年には、アメリカ合衆国議会は連邦食品医薬品化粧品法（Federal Food, Drug, and Cosmetic Act）を通過させ、化粧品は規制当局による管理下に置かれている。

FDA（アメリカ食品医薬品局）は、アメリカ合衆国農務省化学局の流れを汲み、1930年に現在の名称となった政府機関である。化粧品のほか、食品や医薬品、医療機器などの認可・規制の管轄を行う。

翌年の1939年にドレイズはFDAへ採用され、すぐに化粧品の副作用に関する試験法の開発を担当とする、皮膚および眼に対する毒性を管轄する部門のリーダーへ昇進した。この仕事の成果として、ドレイズと実験助手であるジェフリー・ウッダード（Geoffrey Woodard）、部門長のハーバート・カルベリー（Herbert Calvery）による"ウサギの皮膚、ペニス、眼へ化粧品成分の化合物を適用した際の、短期間の曝露、中期間の曝露、長期間にわたる曝露の評価方法"について言及した報告書が1944年に完成した。この報告がなされた後、ドレイズらにより開発されたこの技術は、FDAにより殺虫剤や日焼け止めクリームのような試験物質の安全性評価に用いられ、後にはその他多くの試験物質のスクリーニングにも適用されるようになった。
その後の1963年にドレイズはFDAを退職した。なお、ドレイズはこの試験の手法について、個人的に彼の名前を付けたことは一度も無かったという。それにも関わらず、この刺激試験はドレイズ試験として一般的に知られることとなった。現在では対象とする組織を区別する目的で、眼に対するドレイズ試験をドレイズ眼粘膜刺激性試験（the Draize eye test）、皮膚に対する試験をドレイズ皮膚激性試験（the Draize skin test）と呼び分けることがしばしば行われている。

## ドレイズ眼粘膜刺激性試験法
以下に、ドレイズ眼粘膜刺激性試験法について説明を行う。
- ドレイズ試験は、1944年にジョン・ヘンリー・ドレイズにより開発された。
- OECD（経済協力開発機構）の化学物質試験法ガイドラインの405（急性眼刺激性/腐食性試験）に採用されている[12]。
- 試験物質0.1mgをウサギの眼の結膜嚢に適用する。
- 1時間後、24時間後、48時間後、72時間後に、刺激による最大平均のスコアを測定する。
- スコアは、角膜が80点、虹彩が10点、結膜が20点の配点であり、角膜の障害に重点が置かれている[13]。
- 最大評価点（MAS）の範囲は0点から110点である。
  - 0点-0.9点 ：非刺激性
  - 1点-25点　：弱い刺激性
  - 26点-56点 ：中程度の刺激性
  - 57点-84点 ：強い刺激性
  - 85点-110点：非常に強い刺激性

より詳しい手法に関しては、厚生労働省の「医療用具及び医用材料の基礎的な生物学的試験のガイドライン」の眼刺激試験を参照のこと。

## ドレイズ試験の信頼性
現在使用されているドレイズ試験のプロトコルが成立したのは1981年であるが、それより以前の1971年に、カーネギーメロン大学の毒物学者であったキャロル・ウィル（Carrol Weil）とロバート・スカラ（Robert Scala）は、24校の大学と州の研究施設に対して3種類の試験物質を配布し、ドレイズ試験の評価結果に関する比較分析を行った。各施設による試験の結果、同一の試験物質においても非刺激性物質としての評価から重大な刺激性物質としての評価まで、評価結果に著しい差異があることが明らかとなった。2004年には、毒性試験法の代用法に関するアメリカ合衆国科学諮問委員が、現在使用されているドレイズ試験の分析調査を行い、その結果として以下のような知見が得られた。
- 強い刺激性物質を非刺激性物質として誤認する確率は、0%から0.01%である。
- 低刺激性物質を非刺激性物質として誤認する確率は、3.7%から5.5%である。
- 強い刺激性物質を低刺激性物質として誤認する確率は、10.3%から38.7%である。

## ドレイズ試験に関する記述

### 試験反対派
全国動物実験反対協会（National Anti-Vivisection Society: NAVS）のアメリカ支部によれば、ドレイズ眼粘膜刺激性試験では、試験製品の溶液は実験動物の眼に直接適用され、"強い灼熱感や痒み、痛み"を生じさせる。ドレイズ試験の期間中、ウサギはまばたきが出来ないように瞼をクリップで固定され、家畜用の小さな檻の中に拘束された状態で数日間おかれ、さらに化学物質によって眼に"潰瘍や出血が生じた"ままの状態で置かれることもしばしばである。
また、ドレイズ皮膚激性試験では、まず、試験部位の体毛を剃って表皮に擦過傷を負った状態にし、皮膚のいくつかの層を粘着テープで除去する。その上で試験物質を肌に適用し、プラスチックシートの覆いを被せる、という手順で行われる。

### 試験推進派
イギリスの研究擁護協会（Research Defence Society）によれば、ドレイズ眼粘膜刺激性試験は現在、"非常に穏やかな試験"となっており、試験物質は少量だけ用いられているほか、試験開始から最初の刺激の兆候が見られた時点で試験物質は眼から洗い流されている。
ネイチャー誌のレター（速報）において、ノーベル生理学・医学賞受賞者のサー・アンドリュー・フィールディング・ハクスリー教授は、1940年代からドレイズ試験はほとんど変わっていないと述べた記事に対し、以下のような反論を行った。
- "試験物質の化学的性質から実験動物に重大な苦痛を与えることが予想される場合には、ドレイズ試験を適用することは許可されない。ドレイズ試験の適用が許されるのは、試験物質を皮膚に適用した際に痛みを引き起こさないことが既に確認されている場合のみであり、さらに、摘出・灌流した眼球を用いる試験のようなin vitro でのスクリーニングを事前に行うことが推奨されている。加えて、複数の実験動物を使用する試験は、まず単独の実験動物のみで試験を行い、24時間の期間に考慮される損傷を明確にした場合のみ許可され、実施されている[19]"。

## ウサギとヒトの眼の差異

アナウサギのアルビノであるシロウサギの眼。

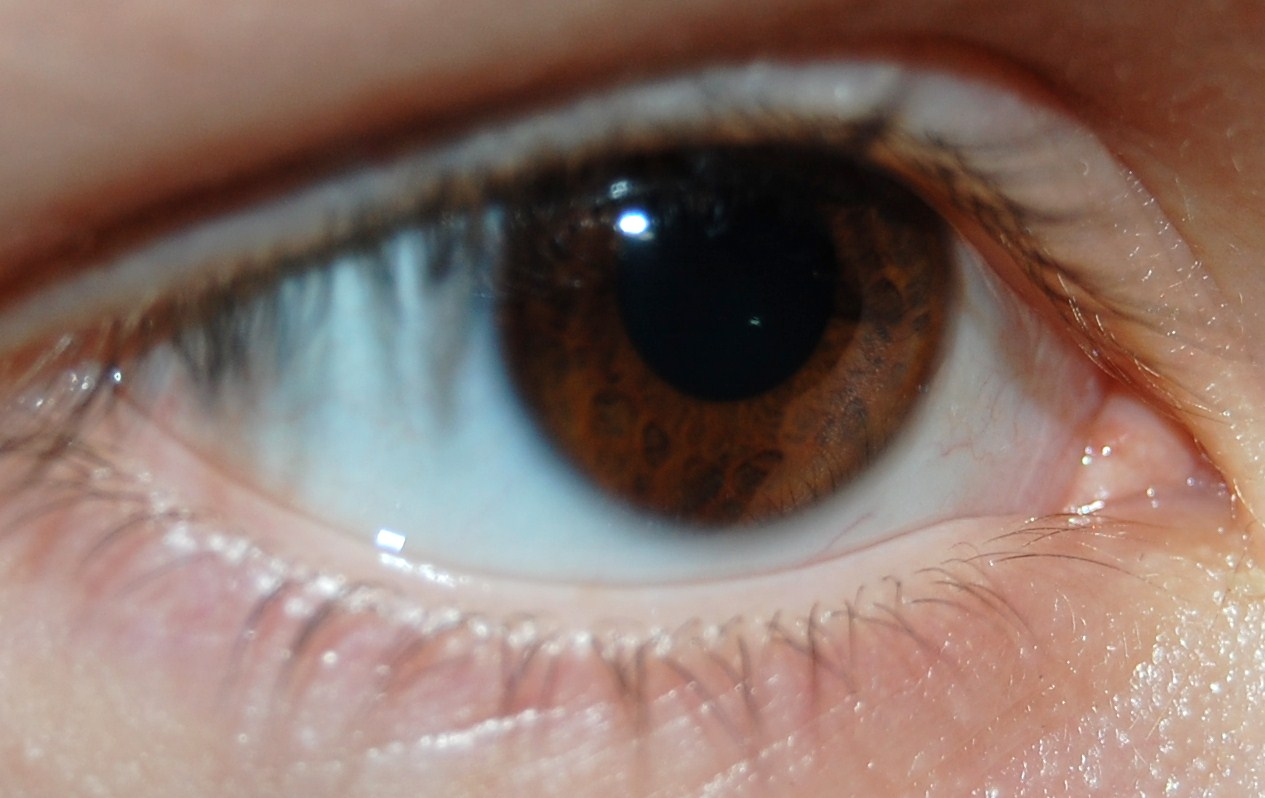
ヒトの眼。

スティーブン・コーフマン（Stephen R. Kaufman）は、眼科医としての観点から、ドレイズ試験は科学的根拠に乏しく、臨床的状況に適用できない手法であると主張し、「私はチーフレジデントとして、ベルヴュー病院の眼外傷センターに3年間の勤務経験を持っており、救急治療室で数多くの有害物質による眼損傷の治療を行った。しかし私自身は、患者の治療法に関してドレイズ試験のデータを使用したことは一度もなく…（中略）…自分以外の眼科医がドレイズ試験のデータを有効利用している例を１つも知らない。」と述べている。
コーフマンは、ドレイズ試験にウサギが用いられるのは、ウサギは大きな眼を持っており、扱いやすく、価格が安いためであると主張しているほか、以下のようなヒトとウサギの眼に関する重大な差異についての指摘を行っている。
- ウサギの眼の上皮層（表面の層）は、ヒトの眼と比較して、親水性の溶質に対して10倍の透過性を示す。
- ウサギの眼のボウマン膜（上皮層の次の層）は、ヒトの眼のボウマン膜と比較して6倍も薄い。
- ウサギの眼の痛みに耐え得る限界は、ヒトの眼のそれよりもずっと高い。そのため、涙により刺激物質が眼から洗い流されにくい。
- ウサギの涙腺の機能は、ヒトの涙腺の機能と比較して効率が悪い。
- ヒトと異なり、ウサギの眼には瞬膜（nictitating membrane）があり、この瞬膜による異物の除去効果が不明確である。
- ヒトの眼では、いくつかの毒性物質の曝露ではそれに応じて角膜上皮に液胞を発現させるが、ウサギの目では生じない。
- ウサギの角膜の厚さの平均は0.37 mmであるが、ヒトの角膜の厚さ平均は0.51 mmである。
- ウサギの目の表面積において角膜は25%を占めるが、ヒトの眼では表面積のわずか7%に過ぎない。

ベイラー医科大学の眼科学教授であるカーク・ウィルヘルムス（Kirk Wilhelmus）は、2001年にドレイズ眼粘膜刺激性試験に関する包括的なレビューを行った。また、ウサギとヒトの眼の解剖学的および生化学的差異から、ウサギの眼を利用した化合物の試験では、化合物がヒトの眼に与える影響は予測できない可能性が示唆されたことを報告した。しかしその一方で、ウィルヘルムスは"一般に、ウサギの眼は人間の眼と比較して刺激性の物質にウィルヘルムスは、"ドレイズ眼粘膜刺激性試験は…（中略）…ヒトに対する被害を防いだことは確かである"が、今後ドレイズ試験による予測法はin vitro 試験や、眼表面の刺激性を評価するための新たな臨床試験の代替手法に取って替えられるだろう"と結論している 。

## 代用法
公共の健康に責任を持つ産業界と規制機関は、ドレイズ試験の実施件数削減を望む声を受けて、実験動物を使用しない試験法の評価を積極的に行っているが、2008年現在のところ、経済協力開発機構（OECD）により、眼や皮膚に対する刺激性試験の代替法として採用された試験方法は存在していない。しかし、2000年度以降のOECDは腐食性試験の代替法を採用しており、これは、酸、アルカリ、その他の腐食性を示す化合物の試験に関しては、実験動物を使用するドレイズ試験がもはや必要とされないことを意味する。代替試験には、ヒト皮膚等価モデルや皮膚腐食性試験（transepicutaneous resistance test：TER） の手法が含まれるほか、試験物質単体の化学的性質も考慮に加えられる。

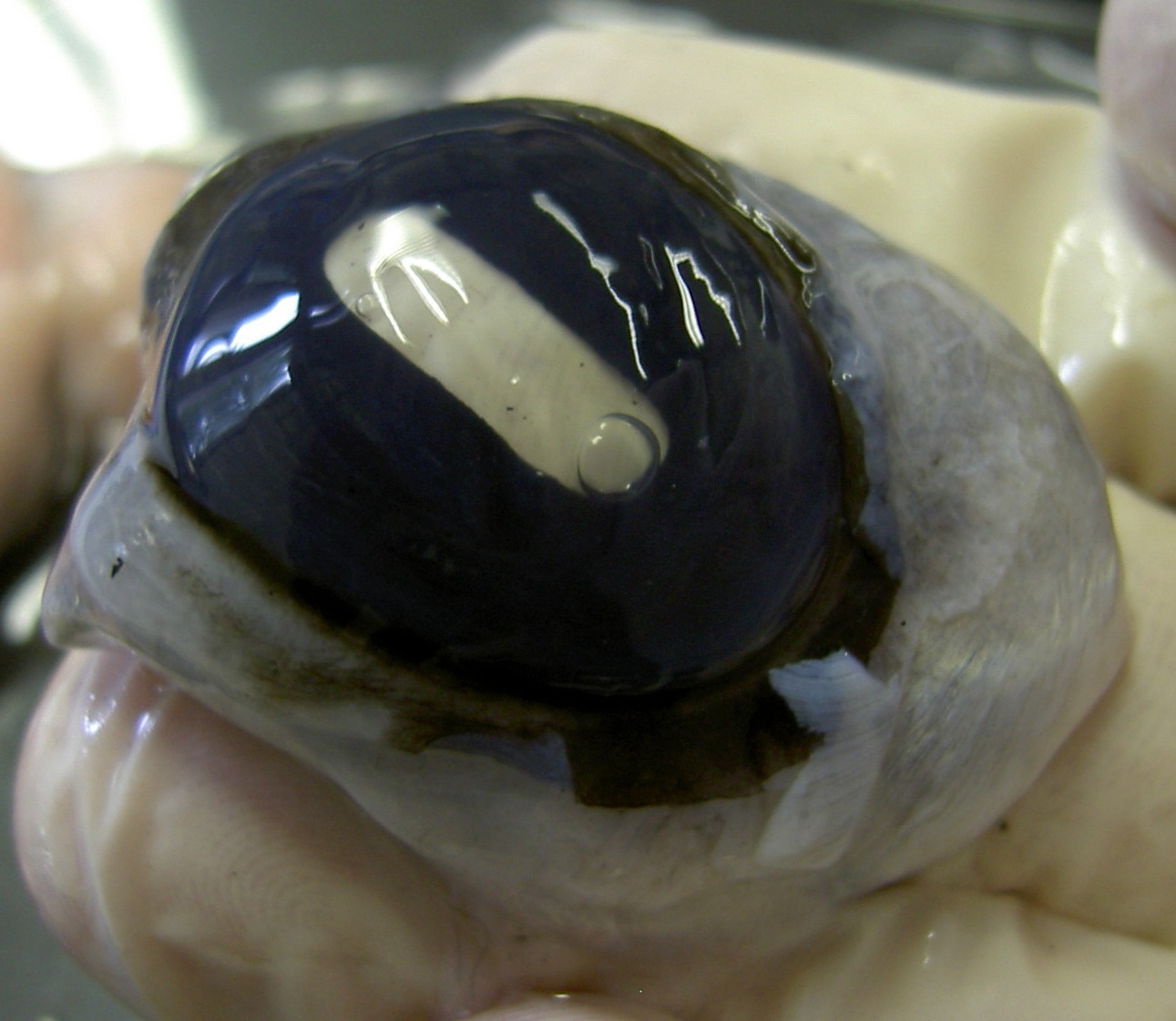
水晶体を除去した牛の眼。前面部を覆う透明な膜が角膜である。

その他のin vitro やex vivo の試験法には、ウサギやニワトリの摘出眼球を用いる試験のほか、摘出ウシ角膜試験法（bovine corneal opacity and permeability：BCOP）、受精鶏卵漿尿膜試験法(Hen's Egg Test ChorioAllantoic Membrane：HET-CAM)、ヒト角膜培養細胞による上皮モデル（epithelial model cultivated from human corneal cells）による試験などがあり、眼に重大な刺激を与える試験物質の探索研究で利用・報告されている。  1995年には欧州委員会とイギリス内務省から資金提供を受け、生きた動物を使用するドレイズ眼粘膜刺激性試験法の代替法となりえる可能性のある、上記の試験法を含む計9種類の試験法の評価を行った。その結果として、これらの試験法のうちのいずれも、単独で用いた場合には、動物実験の代替法として信頼できる手法であることが証明されなかった。しかし、事後解析（Post-hoc analysis）からは、試験法のうちのいくつかの組み合わせは、"優れた成績"を示すことが確認された 。
生きた動物を利用しないこれらの代替試験による良好な結果は、イギリス健康安全局（Health and Safety Executive）やアメリカ保健社会福祉省のような管轄機関に受け入れられているが、現在のところ非刺激性化合物としての判定を下すには、実験動物を用いたさらなるin vivo 試験が要求されている。そのためこれらの機関は、皮膚および眼の刺激試験に関して、ドレイズ試験により実験動物に過酷な影響を与える化合物を試験する件数を減らすために、代替法を取り入れた段階的な試験を行う戦略を採用し始めている。
2009年9月のOECDで、2種のドレイズ眼粘膜刺激性試験の代替法が採用された。より詳細な情報については、欧州代替法評価センター（ECVAM）内の、動物実験代替法の評価・検証および承認の進捗状況追跡システム（TSAR）のウェブページを確認するか、以下のサイトを参照のこと。
- ドレイズ眼粘膜刺激性試験の代替法研究の一里塚を歓迎（Draize rabbit eye test replacement milestone welcomed）
- ウシ摘出角膜試験法（Bovine Cornea Opacity Test：BCOP）
- 単離ニワトリ眼球試験（Eye Irritation Isolated chicken eye test：ICE）

## 実験規定

### イギリス
イギリスでは、実験動物の苦しみを軽減する目的で、イギリス内務省が眼刺激性試験のガイドラインを公布している。2006年のガイドラインでは、実験動物での試験を行う前に、全ての試験物質に対してin vitro のスクリーニングを行うことが"強く推奨され"、また、利用可能な代替法が存在する場合には、代替法を使用することが義務付けられている。試験物質の溶液は、"物理的及び化学的性質から、重篤な有害反応が予測されない"ことが要求される。ゆえに、"腐食性を示すことが明らかとなっている化合物や、強い酸化還元作用を持つ化合物は、この試験法を適用してはならない"ことが規定されている 。
試験の設計に関しても、初めに試験物質を適用するのは1羽のウサギだけであるほか、眼刺激性試験を行う前に、皮膚刺激性試験で皮膚への影響を検討する必要がある。
もし、ウサギが"激痛"や苦痛の兆候を示した場合は直ちに殺処分とする。当該化合物については、それ以降の研究は終了とするか、または他の実験動物に適用しない可能性がある。動物実験において強い眼刺激性を持つことが考えられる場合、その後の試験を断念するかどうかは、最初のウサギの眼で行う試験の結果に密接に従うべきである。イギリスでは、これらのガイドラインから逸脱した動物実験を行う場合には、国務長官の事前承認が必要となる。